# Давид Виља
Давид Виља Санчез (шп. David Villa Sánchez; Лангрео, 3. децембар 1981) бивши је шпански фудбалер који је играо на позицији нападача.
Добио је надимак Ел Гуаје (Клинац на астуријском) због репутације да игра фудбал са децом много старијом од њега, У детињству, задобио је тешку повреду, али је успео да започне професионалну каријеру у Спортингу из Хихона 2001. После две сезоне прешао је у Реал Сарагосу, где је дебитовао у Ла Лиги и освојио Куп Шпаније и Суперкуп Шпаније. Прешао је у Валенсију 2005. године за 12 милиона евра и освојио још једну титулу у сезони Купа краља. Са 28 година, постигао је 28 голова у првенству и прешао је у Барселону за 40  милиона евра 2010. године, где је освојио своје прве титуле у Ла Лиги и Лиги шампиона, а постигао је и гол у финалу Лиге шампиона у сезони 2010/11. Године 2013. прешао је у Атлетико Мадрид за 5,1 милион евра, са којим је освојио још једну титулу у Ла Лиги. После једне сезоне у Атлетику, прешао је у новоформирани МЛС клуб — Њујорк Сити, где је постао клупски рекордер по броју постигнутих голова и наступа, освојивши МВП награду за најбољег играча за 2016. годину Током 2018. најавио је одлазак из Њујорка, да би се придружио Висел Кобеу у Јапану. Године 2019. прешао је у Висел Кобе, где је провео једне сезону, након чега је завршио каријеру.
За Шпанију је дебитовао на 2005. године. Учествовао је на четири велика такмичења и био је члан шпанских тимова који су освојили Европско првенство 2008. и Светско првенство 2010. Постигао је три гола на Светском првенству 2006, био је најбољи стрелац на Европском првенству 2008, а освојио је Сребрну копачку на Светском првенству 2010. Његови наступи за Шпанију и Валенсију су га уврстили у FIFA FIFPro најбољих 11 за 2010. Постао је први шпански играч који је икада постигао 50 голова за репрезентацију и, након кратког повратка 2017, повукао се из репрезентације са 59 постигнутих голова на 98 утакмица, што га чини најбољим стрелцем Шпаније свих времена, као и најбољим стрелцом Шпаније на Светским првенствима, са девет голова.
Стручњаци га сматрају једним од најбољих нападача своје генерације и једним од најбољих шпанских нападача свих времена. Тренутно ради као технички саветник и шеф глобалних фудбалских операција у клубу Одиша из Суперлиге Индије.

## Каријера

### Детињство и почетак каријере
Виља је рођен у Туји, у Лангреу у Астурији, региону у северној Шпанији, као син Жозеа Мануела Виље, рудара. Када је Виља имао четири године, задобио је прелом бутне кости десне ноге, али се потпуно опоравио. Због повреде, он и отац су радили на јачању леве ноге и Виља је на крају развио могућност успешног шутирања са обе ноге. Сећа се да му је отац стално пружао подршку: „Био је ту и бацао ми лопту изнова и изнова, терајући ме да је шутнем левом ногом када ми је десна била у гипсу након што сам је разбио, имао сам четири године. Једва да се сећам једног тренинга када тата није био тамо. Никада нисам био сам на фудбалском терену.“
Признао је како је био близу одустајања од фудбала са 14 година након што се разочарао и посвађао са тренером. Међутим, захваљујући охрабрењу својих родитеља, истрајао је у остваривању свог сна, схвативши да би његов таленат могао да му обезбеди новац за живот. Тих дана сам био нико, нисам зарађивао ни центу, а након што сам целе сезоне седео на клупи, само сам желео да побегнем и играм са својим пријатељима, рекао је он. „Али тата ме је увек подржавао и бодрио док ми се каријера није преокренула. Своју фудбалску каријеру је започео у УП Лангрео, а када је напунио 17 година придружио се школи фудбала Марео.

### Спортинг Хихон
Привукао је интересовање многих аусуријских тимова, али један од већих тимова у покрајини, Реал Овиједо, изјавио је да је пренизак и да не верују да има довољно потенцијала. Касније је професионални успех остварио у  локалном клубу ФК Спортинг Хихон, пратећи каријерне одлуке свог идола из детињства Кинија. Почео је да игра у омладинском рангу тима, дебитовао је за први тим у сезони 2000–01. Након што је постигао 25 голова у две сезоне, постао једео прве поставе првог тима. Тадашњи менаџер Спортинга Пепе Акебал, рекао је да је Виљи у почетку недостајала издржљивост да би имала прави утицај и да је морала да му се пружи шанса као и да је његов капацитет за рад „без премца“.

### Реал Сарагоса
Са скоро 40 постигнутих голова, након што је провео две пуне сезоне у главном тиму Спортинга, Виља је добио шансу да игра за тада веома успешан тим шпанске лиге, када је Спортинг био у финансијским потешкоћама – новопромовисани Реал Сарагоса га је анагажовао за око 3 милиона евра, у лето 2003. Као нападач није имао проблема да се прилагоди игрању на вишем нивоу, постигао је 17 голова у својој првој сезони у Сарагоси. Његов деби у лиги догодио се током прве утакмице Сарагосе у Ла Лиги од његовог доласка, где је тим поражен резултатом 1 : 0 у гостима од галицијског Депортива Коруња. Први гол у новом клубу је постигао две утакмице касније, голом у осмом минуту против Реал Мурсије чиме је Сарагоса повела са 2–0 у мечу који је завршио резултатом 3–0. Четврог децембра 2003. дао је два гола у ремију 2–2 против Атлетика Билбаа, а 25. априла 2004. постигао је свој први хет-трик у утакмици која је завршена нерешеним резултату 4–4 против Севиље, на којој је Виља постигао сва четири гола за Сарагосу, доводећи свој тим у предност у два наврата.
Сарагоса је стигла до финала Купа 2004. Он је одиграо велику улогу у остварењу победе тима. Навијачи Сарагосе су постали толико поносни на његова достигнућа да су измислили песму којом се слави Виљино фудбалско умеће.
Након тријумфа Сарагосе у Купу, одобрено им је место у Купу УЕФА 2004/05; што је било први пут да игра у европском такмичењу. У осмини финала Сарагоса се суочила са Аустријом из Беча. Прва утакмица је завршена резултатом 1–1, док је Виља постигао гол у реваншу који је завршен нерешено 2–2; Аустрија Беч је напредовала, према правилу голова у гостима. У међувремену, у Ла Лиги, Виља је на утакмици одигране 23. септембра 2004. довео тим  у вођство 1–0 против Барселоне на Камп Ноу, иако се Барселона вратила у игру и победила са 4–1.

### Валенсија
Након успешног играња у Сарагоси, тиму је био потребан новац. Виља је направио велики трансфер у једног од тешкаша шпанског фудбала, пошто је Валенсија под вођством Кикеа Санчеза Флореса платила 12 милиона евра да га ангажује лета 2005. Током своје прве утакмице у дресу Валенсије, утакмице Интертото купа против белгијског Гента, Виља је постигао први гол у утакмици коју је Валенсија добила резултатом 2-0. Дебитовао је у лиги за Валенсију ушавши као замена против Реал Бетиса у победи од 1:0 27. августа 2005. У следећем мечу је његов претходни тим, Сарагоса, водио је 2–1 већи део меча; међутим, у 81. минуту, Виља је ушао као касна замена за Рубена Барају и постигао је гол за изједначење у року од једног минута, доневши Валенсији бод и утакмица је завршена са коначним резултатом 2-2.
Двадесет и првог септембра, Виља је још једном сачувао Валенсији значајан бод тако што је на Камп Ноу постигао гол против Барселоне, заправо доводећи свој тиму у вођство у једном тренутку, након што се Виктор Валдес нашао иза Виљиних леђа и ушао у мрежу. Дана 23. октобра, Виља је постигао победнички гол против Реал Мадрида на стадиону Сантјаго Бернабеу, и још једном је постигао гол против Барселоне 12. фебруара 2006, што се показало као довољно да обезбеди сва три бода. у победи од 1 : 0. Виља је постигао гол против Депортива Ла Коруње на Риазору 4. фебруара 2006, касније га је ЕСПН описао као „сјајног“ и Сид Лоу као „најбољег“. Лопту је шутирао са половине линије, одлетела је преко главе голмана и ушла у мрежу.
Виља је постигао свој први хет-трик за Валенсију против Атлетик Билбаа на Сан Мамесу у Ла Лиги 23. априла 2006. Хет-трик је успео да постигне за нешто више од пет минута (од 80. до 85. минута), што га чини једним од најбржих хет-трикова икада забележених. Валенсија је ту утакмицу победила са резултатом 3-0. Те сезоне је постигао 25 голова у 35 лигашких утакмица за Валенсију, завршивши са голом мање на коначној листи најбољих стрелаца, иза најбољег стрелца лиге Самјуела Етоа из Барселоне. Виљин број голова те године био је најбољи који је било који играч Валенсије икада постигао, од рекорда Едмунда Суареза пре више од 60 година
Његова добра форма је задржана и у сезони 2006–07, а нападач је формирао играчко партнерство са бившом звездом Реал Мадрида Фернандом Моријентесом. Виља и Моријентес су постигли 43 гола у свим такмичењима. Те године Виља је деботовао и у УЕФА Лиги шампиона; његов први меч је био квалификациони. Ушао је као касна замена у поразу у првом мечу од 1-0 против Ред бул Салцбурга. Валенсија се у квалификацијама његовим головима квалификовала за групну фазу Лиге шампиона. Кључни голови против Роме и Шахтјора из Доњецка помогли су Валенсији да се квалификује у нокаут фазу, где су се суочили са Интером из Милана. Виља је у првом мечу на гостовању постигао гол из слободног ударца, док се један од дефанзиваца Интера пожалио да нас је Виља „натерао да изгледамо као идиоти, сами идиоти“. Валенсија је прошла у четвртфинале, где је играла са Челсијем. Виља је наступио у обе утакмице, али је Валенсија испала од лондонског тима укупним резултатом 3–2. Октобра 2006. уврштен је међу 50 играча номинованих за Златну лопту (која се често назива и Награда европског фудбалера године).
Кључни гол против Еспањола и дуел против Севиље обезбедили су му да постигне 16 голова те сезоне и био је шести на листи најбољих стрелаца Ла Лиге те сезоне (постигавши исти број голова као и репрезентација Раул Тамудо) док је остварио више асистенција од било кога.
Сезона 2007/08 није била лака ни за Виљу ни за његове саиграче. Почетком сезоне, њихов менаџер, Кике Санчез Флорес, је отпуштен и замењен је Роналдом Куманом, који је на крају отпуштен 22. априла, након низа лоших резултата, иако је успео да освоји трофеј са Валенсијом након што је тим победио Хетафе у финалу Купа Шпаније. Куман је на крају сезоне заменио успешни тренер Алмерије Унаи Емери. Под Коеманом, Виља је успео да види леђа 18 пута у његових 26 наступа. Освојио је и први професионални трофеј у Валенсији, освојивши Куп краља по други пут у каријери, победивши Барселону са 3–2 у полуфиналу, а затим Хетафе са 3–1 у финалу, осигуравајући тиму пласман на Куп УЕФА наредне сезоне. До краја сезоне потписао је нови шестогодишњи уговор са Валенсијом, чиме је своју будућност у клубу обавезао до 2014.
Постигао је једини гол у победи од 1 : 0 против Шалкеа 04 и дао је гол за своју клуб у мечу против Челсија, иако је головима Џоа Кола и Дидијеа Дрогбе Валенсија изгубила 2:1. Валенсија је завршила на дну групе и испала је. На свом 100. лигашком наступу за Валенсију, Виља је постигао хет-трик против Левантеа; његов 54., 55. и 56. лигашки гол за клуб. Још два гола последњег дана сезоне против Атлетико Мадрида донела су му број од датих 18 голова те сезоне.
Након што је завршио као најбољи стрелац на Еуру 2008, Виља је наставио своју форму у сезони 2008–09, где је постигао први гол у победи од 3–0 против Мајорке у првој утакмици сезоне. Након што није потписао уговор са играчем, тадашњи менаџер Реал Мадрида, Бернд Шустер, оптужио је Вилу да „нема амбиција“, на шта је Виља одговорио рекавши: „Фудбалске амбиције нису у твојим устима, већ о твојим ногама. Можете ме оптужити за много тога – да сам имао лош дан, да сам пропустио шансе, за многе ствари – али увек сам имао амбицију и увек ћу је имати. Мислим да сам то доказао на терену са Сарагосом, Спортингом, УД Лангреом и репрезентацијом.“ У октобру 2008. Кака је похвалио Виљу: у разговору за Цанал+ је рекао да је Виља „најбољи шпански фудбалер“ и додао да је „Играчи са којима бих највише волео да играм је Давид Виља из Валенсије“. Дана 2. децембра 2008. године, Виља је заузео седмо место на листи Златне лопте за 2008. а 12. јануара 2009. проглашен је за заједничког деветог најбољег играча 2008. поред међународног саиграча Андреса Инијесте из Барселоне.
Валенсија је завршила на другом месту у својој групи Купа УЕФА, иако Виља није много играо и често је био неискоришћена замена или замена у каснијим мечевима. Постигао је касни победнички гол против Маритима и коришћен је у осмини финала против Динама из Кијева, иако се није уписао у записник. Две утакмице су завршене укупним резултатом 3-3, а Динамо је прошао кроз правило голова у гостима.
Вративши се у форму, Виља је постигао гол против Депортива Ла Коруње, иако је искључен током меча након добијеног другог жутог картона, који је добио због фаула над Данијелом Аранзубијом; као резултат тога, пропустио је следећи меч Валенсије против Реал Ваљадолида, утакмицу коју је Валенсија изгубила са 2–1 на домаћем терену. Спреман да се врати из суспензије, Виља је патио од упале зглоба левог колена, због делимичне дислокације и није играо наредних 15 дана. Пропустио је утакмице против Нумансије, Рекреативо де Хуелве и Расинга из Сантандера. Када се коначно вратио од повреде 5. априла 2009, није имао проблема да се опорави, постигавши меч у мечу против Хетафеа који је Валенсија добила резултатом 4–1. Дана 12. априла, Виља је требало да се врати у Ел Молинон, домаћи терен Спортинга из Хихона где је започео своју каријеру. Признао је да би тај сусрет био веома емотиван за њега, али је постигао други гол екипе Валенсије у победи од 3-2 и одржао  јеобећање пре меча тако што није прославио гол. Његов гол против Виљареала довео је број постигнутих голова на 26, а потом је постигао још два против Атлетик Билбаа, завршио је са 28 голова после последње утакмице у сезони, чиме је изједначио рекорде Аргентинца Мариа Кемпеса и Црногорца Предрага Мијатовића, који су такође постили 28 голова у дресу Валенсије 1978. и 1996. године. Кемпес је постигао  28 голова у 34 утакмице, док је Мијатовић исти број голова дао у 40 утакмице, на крају је Виља надмашио њихове успехе, пошто је постигао 28 голова у 33 утакмице, бележећи просек голова од 0,84 гола по утакмици. Та сезоне је Виљи била најбоља голгетерска сезона у Валенсији.
Након завршене сезоне, Виља је обележио своју четврту годину у Валенсији, а само је Самјуел Ето из Барселоне постигао више голова од њега у том периоду, само шест више. Британски колумниста Сид Лоу је, међутим, истакао да је Ето то постигао „у тиму који је постигао 129 [голова] више од Виљиног тима“, и приметио да је „највећи део тог времена он [Виља] изводио углове Валенсије и слободан -ударци – а колико год играч био добар, не може главом у своје центаршуте“. Виља је сезону завршио и као трећи стрелац Ла Лиге са 28 голова, одмах иза Етоа (30) и Дијега Форлана (32). Након што је забележио најбољи резултат за играча Валенсије у последњих 60 година у сезони 2005–06, био је три бољи у сезони 2008–09. Са 28 датих лигашких голова, поред још три у другим такмичењима те сезоне, у клупској каријери је постигао укупно 101 гол у 180 званичних утакмица са дресом Валенсије.
Виља се вратио са одмора 27. јула усред многих медијских спекулација које га повезују са потенцијалним трансфером у врхунсе клубове као што су Реал Мадрид, Барселона, Ливерпул, Челси, и Манчестер јунајтед. Виља је прекинуо ширење таквих гласина након што је најавио да жели да остане на Местаљи како би испунио уговор, подвлачећи да није могао да проведе цело лето побијајући тврдње и да је само желео да ћути. Речено ми је да треба да напустим Валенсију за добробит клуба, убрзо након тога се све променило и од тог тренутка се више нисам видео – пре Еура, клуб ми је рекао колика је моја тражена цена, а ја сам мислио да хтели су да ме продају, али када сам се вратио са одмора, Висенте Соријано је рекао да не жели да напустим Валенсију. То ми је отклонило сваку сумњу. Нема пропуштеног воза јер сам све што сам постигао захваљујући Валенсији и шпанској репрезентацији. На питање да ли треба или не треба да се извини навијачима Валенсије, једноставно је одговорио: „Нисам никога убио, мислим да не морам да тражим опроштај“.
Дана 20. августа 2009, Виља је постигао гол у свом првом званичном мечу у сезони, у квалификационој утакмици за Лигу Европе са 3:0 против Стабека. Потом је постигао два гола против Реал Ваљадолида 13. септембра, што је био први гол Виље у сезони 2009–10. Постигао је још два гола недељу дана касније против бившег клуба Спортинг Хихон у ремију 2-2 на Местаљи, где је такође био капитена тима. Након меча, Виља је наговестио да није задовољаб менаџерским одлукама Унаија Емерија, рекавши: „Приступ у другом полувремену није био исправан. Опустили смо се и завршили са истим резултатом као и прошле године. Шта се десило, десило се, али њихов голман је био добар, за разлику од нашег приступа који није био добар“, међутим, дан касније он је демантовао да је критичан према Емерију, истичући да „Када сам говорио о приступу, ја сам мислио на цео тим, говорио сам у жару, био сам изнервиран што смо изгубили два бода и рекао сам шта сам мислио, али сам разјаснио све што је требало да се рашчисти.“
У 2009. години, Виља је постигао више голова од било ког другог фудбалера, забележивши 43 гола у 54 утакмице у свим такмичењима и за Шпанију и за Валенсију. ИФФХС га је уврстио на четврто место на листи „Најбољи стрелац на свету за 2009.“
Виља је 18. октобра номинован за Златну лопту, док је скоро две недеље касније, 30. октобра, номинован за ФИФА светског играча године. Након што је прошао три првенствене утакмице без гола, Виља је допринео са два гола победи Валенсије против Виљареала од 4 : 1 17. јануара 2010, први од његова два гола постао је његов 100. лигашки гол са Валенсијом. Још једна дупла утакмица је била против Хетафеа 22. фебруара 2010, а други гол је био „сјајан чип“ (како је описао ЕСПН) над Жордијем Кодином. Валенсија је 18. марта отишла на Везерстадион да игра са Вердером из Бремена у Лиги Европе. Виља је постигао хет-трик. Утакмица је завршена резултатом 4-4, док је Валенсија прошла у следеће коло головима у гостима. Дана 4. маја 2010, Валенсија је играла против Ксереза; Виља није почео, већ је ушао као замена у 62. минуту меча, који се завршио резултатом 3–1. Валенсија је имала још две утакмице у лиги, иако Виља није играо, што је чинило утакмицу против Ксереза последњу утакмицу у којој је играо за Валенсију.

### Барселона
Барселона је 19. маја 2010. постигла споразум са Валенсијом о куповини Виље за 40 милиона евра. Потписао је четворогодишњи уговор са Барсом са опцијом за додатну пету годину, у вредности од 7 милиона евра по сезони, пратећи на тај начин своје хероје Луиса Енрикеа и Кинија, који су, као и Виља, почели у Спортинг Хихону, а завршили у Барселони. Двадесет и првог. маја 2010, преко 35.000 присталица Барселоне окупило се на Камп Ноу да види представљање Виље као новог играча; открио је коју опрему коју ће Барселона користити током сезоне 2010–11. Добио је свој омиљени број 7, број који је био слободан у клубу откако је Ејдур Гвидјонсен напустио клуб 2009. године. Први пут је наступио за клуб у реванш мечу Суперкупа Шпаније, током другог полувремена као замена за колегу шпанског репрезентативца Педра. Његов дебитантски наступ такође би му омогућио да освоји свој први комад сребра са каталонском страном, пошто је Барселона победила са 4-0 и 5-3 укупним резултатом захваљујући хет-трику саиграча Лионела Месија. Његов први гол постигао је током трофеја Јоан Гампер (годишње пријатељско такмичење) против Милана; Барселона је победила резултатом 3–1 на пенале након што је меч завршен резултатом 1–1 у регуларном времену.
Дана 29. августа 2010. године, Виља је дебитовао у Ла Лиги са Барселоном против Расинга из Сантандера, где је постигао трећи гол на мечу и тако постигао победу од 3-0. Датума 14. септембра 2010. постигао је гол на свом дебију у Лиги шампиона са Барселоном у победи над Панатинаикосом резултатом 5–1.
Против Севиље, 31. октобра 2010, Барселона је победила са 5-0 против Андалузије. Виљин први Ел Класико против Реал Мадрида дошао је 29. новембра 2010, где је постигао два гола када је Барселона победила са 5-0 на Камп Ноу. Говорећи о мечу, прокоментарисао је да је то била веома важна победа. Тражили смо победу и добили смо је. А резултат и начин на који смо то постигли не можете тражити више. Затим је постигао гол против Реал Сосиједада, меч који је Барселона добила резултатом 5-0. Уследио је меч против Еспањола, помажући Барселони да победи резултатом 5–1. Дана 28. маја 2011, Виља је постигао трећи гол – завивши лопту у мрежу са 25 јарди – у победи Барселоне над Манчестер јунајтедом резултатом 3–1 у финалу УЕФА Лиге шампиона 2010–11.
Виља је сезону отпочео головима против мексичких клубова Гвадалахаре и Америке у пријатељским утакмицама пред сезону. Његов први званични меч у сезони био је против Реал Мадрида у првој утакмици Суперкупа Шпаније 2011. године, где је Виља постигао гол „светске класе“ и помогао Барси да постигне нерешен резултат од 2:2 на Сантјаго Бернабеу, док је 17. августа 2011, Виља је искључен у задњим тренуцима реванша (коју је Барселона победила са 3–2) после свађе са Месутом Озилом. Против Осасуне 17. септембра 2011, Виља је дао два гола и приморала Роверсија да постигне аутогол у победи Барселоне над тимом из Памплоне резултатом 8 : 0. Затим је сломио тибију на утакмици Светског клупског првенства у Јокохами против Ел Сада. Лекари су рекли да ће бити ван терена до шест месеци, али је то на крају пропустио целу сезону 2011–12 са Барселоном и шпанском репрезентацијм на Еуру 2012.
Након што је провео осам месеци без играња, Виља се коначно, након периода одсуства због повреде, вратио игру у 73. минуту победе Барселоне над Динамом из Букурешта 11. августа 2012. од 2 : 0. Осам дана касније, одиграо је своју прву такмичарску фудбалску утакмицу од децембра 2011. у првој утакмици у Ла Лиги у Барселони, у сезони где је добио овације док је ушао као замена за Педра. Дао је гол на утакмици и његов тим је постигао победу против Реал Сосиједада резултатом 5-1. Дана 28. новембра, Виља је постигао два гола у резултату 3–1 над Депортиво Алавесом, што је укључивало и његов 300. гол у каријери.
Против Милана у реванш утакмици осмине финала Лиге шампиона, Виља је постигао одлучујући трећи гол у победи Барселоне од 4 : 0, помажући свом тиму да преокрене два гола заостатка у првој утакмици. У следећем колу, он је асистирао Педру у изједначујућем голу против Пари Сен Жермена који је Барселону одвео у полуфинале, где су на крају испали са 7-0 од Бајерна из Минхена. Давид Виља је завршио сезону са великим бројем наступа са клупе, делом и због времена опоравка од претходне повреде. Упркос томе, и даље је успео да постигне 16 голова у 39 наступа и био је део шпанског тима за Куп конфедерације 2013.

### Атлетико Мадрид
Барселона је 8. јула 2013. објавила да је постигла договор о трансферу Виље у Атлетико Мадрид по сниженој цени од 5,1 милион евра. Датума 21. августа 2013. постигао је гол у првој утакмици Суперкупа Шпаније 2013. на свом дебију за Атлетико против свог бившег клуба Барселоне ударцем из волеја десном ногом.
Виља је постигао свој први гол у сезони лиге 1. септембра, асистирајући и Кокеу када је Атлетико победио са 2 – 1 у гостима код Реал Сосиједада. Датума 27. октобра постигао је свој први меч Атлетика када је екипа победила Реал Бетис са 5 – 0 на стадиону Висенте Калдерон. Додао је још два меча током сезоне: 23. новембра у победи од 7 – 0 над Хетафеом и другу у размаку од 90 секунди у победи од 2 – 0 у гостима против Селте из Вига 8. марта 2014. Своју једину сезону у клубу завршио је са 13 лигашких голова у 36 наступа, доприневши Атлетиковој првој титули у лиги након 1996. године, а такође је допринео да се клуб пласира у финала Лиге шампиона 2014, где су изгубили од Реал Мадрида.

### Њујорк Сити
Датума 1. јуна 2014, Виља је најавио да ће напустити Атлетико. Док је клуб у који се придружује назвао „неодољивим пројектом“, није открио о којем клубу се ради. Следећег дана је најављен као први играч новоформираног Њујорк Ситија, који ће почети да игра у сезони МЛС 2015. По доласку му је уручена мајица са бројем 7 и изјавио је: „Желим да покушам да помогнем МЛС-у да настави да расте и покушамо да Њујорк Сити постане најбољи тим у лиги“.

### Мелбурн Сити (позајмица)
Паралелно са преласком у Њујорк, Виља се придружио аустралијској А-лиги са Мелбурн Ситијем, након повезивања тима са Манчестер Ситијем. Он је био на позајмици, што му је омогућило да одигра до десет наступа за Мелбурн Сити током сезоне 2014–15, користећи предност распореда А-лиге и МЛС-а да одржи кондицију за меч уочи свог дебија за Њујорк. Након што се придружио Мелбурн Ситију на предсезонском тренингу нешто више од недељу дана пре њихове прве утакмице, Виља је уведен у игру у 48. минуту прве утакмице у сезони против Сиднеја и постигао је дебитантски гол четврт сата после свог изглед. Дана 19. октобра 2014, у свом другом мечу, Виља је постигао гол за изједначење у 87. минуту против Њукасл Џетса за резултат 1 – 1.
Упркос томе што је потписао уговор за десет мечева, Виљу је Њујорк опозвао након само четири меча; последњи је био пораз код куће од ФК Аделејд јунајтед резултатом 1–2. Процењено је да је утростручио посећеност утакмица клуба, а менаџер Џон ван’т Схип је приписао Виљи заслуге за раст популарности клуба.

### Повратак у Њујорк Сити
Он је 1. фебруара 2015. именован за првог капитена тима, као и за њиховог првог изабраног играча. Девет дана касније, у пријатељској утакмици против шкотског клуба ФК Сент Миренн, постигао је први гол за тим. Датума 8. марта је почео у првој утакмици тима у МЛС-у, на гостовању колегама новајлијама Орландо Ситију. У нерешеном резултату 1 – 1, поставио је Микса Дискеруда за први гол и фаулирао га је Аурелијен Колин, који је искључен због изазова. Недељу дана касније, у свом првом мечу на домаћем терену на стадиону Ианкее, Виља је допринео резултату од 2 – 0 против New England Revolution за прву такмичарску победу тима. Дана 12. јула, Виља је два пута дао голове у ремију 4-4 код куће против Торонта, упркос томе што је промашио једанаестерац у првом полувремену. Изабран је да учествује на МЛС Ол-Старс утакмици 2015. 29. јула, у Dick's Sporting Goods Park у Комерс Ситију, Колорадо; постигао је победнички гол на асистенцију Кака када је МЛС Ол-Старс победио Тотенхем Хотспур са 2–1. Упркос Виљиним учинковитим наступима, због којих је постигао 18 голова током регуларне сезоне МЛС 2015, Њујорк се није квалификовао за плеј-оф МЛС купа у њиховој инаугурационој кампањи.
У јулу 2016, Виља је укључен у списак за МЛС Ол-Стар утакмицу 2016. Виља је освојио МЛС МВП награду за најбољег играча лиге за 2016. Постигао је 23 гола у сезони 2016 Major League Soccer. Виља је изабран да стартује против бившег ривала из Класика Реал Мадрида, на МЛС Ол-Стар утакмици 2017. Почео је игру са десне стране терена, поред Џозија Алтидора и Себастијана Ђовинка. Утакмица је завршена резултатом 1–1 а Реал је победио резултатом 4–2 након што је био бољи у извођењу пенала. Касније, 6. августа, Виља је постигао свој први хет-трик у МЛС-у у победи Плаваца 3-2 над Њујорк Ред Булсима на стадиону Јенки, чиме је постигао 17 голова у сезони и водио је на листи голова, надмашивши нападача Чикаго Фајера Немању Николића. На крају регуларне сезоне, Виља је завршио са 22 гола и био је други најбољи стрелац, са два гола мање од Немање Николића. Док је Њујорк Сити изгубио од Колумбус Круа у полуфиналу Источне конференције.
Дана 29. априла 2018, Виља је постигао два гола у победи над Даласом са резултатом 3–1. Голови су му били 400. и 401. за клуб и државу, а тиме је Виља постао један од ретких играча модерне ере који је постигао више од 400 голова у каријери.

### Висел Кобе
Дана 1. децембра 2018, Виqа је потписала уговор за сезону 2019 са клубом из Ј1 лиге Виссел Кобе. On се придружио свом бившем саиграчу из Барселоне и Шпаније Андресу Инијести. Другог марта, Виља је постигао свој први гол у Џеј-лиги у победи од 1:0 над Саган Тосуом. Дана 13. новембра 2019, Виља је најавио да ће окончати своју деветнаестогодишњу каријеру и повући се на крају сезоне Ј1 лиге 2019. 7. децембра је постигао свој последњи гол у каријери из пенала на последњем мечу сезоне Ј1 лиге 2019, у победи од 4-1 над Џубилом Иватом. Дана 1. јануара 2020. године, Виља је играо у финалу Купа императора 2019., ушао је као замена у 92. минуту. Висел Кобе је победио у мечу против Кашима Антлерса и освојио је прво сребро у Јапану пре одласка у пензију. Виља је постигао 13 голова током 28 утакмица Ј1 лиге.

### Даља каријера
Новембра 2019. Виља је најавио да ће, када се повуче, инвестирати и постати власник клуба ФК Квинсборо, са седиштем у Квинсу, Њујорк, Сједињене Америчке Државе. Клуб ће почети са игром 2023.
Дана 6. маја 2021, индијски суперлигашки клуб ФК Одиша именовао га је за шефа Глобалних фудбалских операција, као и за члана техничког комитета заједно са бившим тренером Џозефом Гомбауом и Виктором Онатеом уочи индијске Супер лиге 2021–22 . Њихова улога је укључивала саветовање стручног штаба, унапређење индијских и омладинских играча, пружање опште подршке активностима на терену између осталог. Након што се придружио клубу, Виља је рекао: „Покушаћу да пренесем своје искуство. Очигледно, нисам играо у Индији, али сам играо фудбал 20 година као професионалац, а пре тога у академији. И у свим пројектима у којима смо ми (мој тим) укључени, трудим се да дам сво своје искуство које имам у фудбалу.“

## Интернационална каријера

### Светско првенство 2006.
Као повремени члан фудбалске репрезентације Шпаније до 21 године, Виља је свој међународни деби обележио под вођством Луиса Арагонеса 9. фебруара 2005. у квалификационој утакмици за Светско првенство 2006. где је Шпанија победила Сан Марино са 5-0 на стадиону Медитеранео, док је његов први међународни гол постигао у форми. касног изједначења током утакмице квалификација за Светско првенство против Словачке 16. новембра.
Успешна сезона са Валенсијом довела је до тога да је позван као део тима од 23 играча који ће представљати Шпанију на Светском првенству у фудбалу 2006. Први меч Шпаније на турниру и Виљин деби на Светском првенству резултирали су победом против Украјине резултатом 4-0, где је Виља постигао меч, и такође је довео своју репрезентацију против Француске 1-0 у осмини финала, иако је Шпанија прошла даље. изгубио меч са 3-1. Он и Фернандо Торес завршили су као најбољи стрелци Шпаније са по три гола.

### Евро 2008.
До краја 2006. Виља је постао саставни део планова Луиса Арагонеса и избацивању Раула из тима. Показавши се виталним у квалификацијама Шпаније за Евро 2008, постигао је шест голова, укључујући и ударац бициклом против Лихтенштајна. Касније је позван на турнир где је успоставио упечатљив однос са Торесом, са којим је често славио своје голове. Постигао је хет-трик у победи Шпаније над Русијом резултатом 4-1, што га је учинило првим играчем коме је то успело на УЕФА Европском првенству од Патрика Клујверта 2000. године, и тек седмим укупно. После трећег гола, он је дао све од себе да се састане са Торесом, који је тада био на клупи, како би прославио са њим: „Управо сам постигао хет-трик и знао сам да ће људи причати о мени, али сам желео сам да виде да сам имао користи од Торесовог рада, као што он понекад има користи од мог.” У наредном мечу обезбедио је победу од 2:1 против Шведске голом у 92. минуту. Одморан за следећи меч против Грчке, поново је почео у четвртфиналу, где је Шпанија победила Италију са 4-2 на пенале; Виља је извео први пенал и погодио.
Стигавши до свог првог полуфинала за 24 године, Шпанија се по други пут на турниру сусрела са Русијом, иако је у раној фази меча Виља је имао повреду бутине и након извођења слободног ударца и заменио га је Сеск Фабрегас. Повреда је значила да није могао да учествује у финалу где је Шпанија победила Немачку са 1-0 и остварила другу победу на Европском првенству у фудбалу. Упркос томе што је пропустио финале и већину полуфинала, Виљина четири гола у четири утакмице које је одиграо била су довољна да буде најбољи стрелац турнира и добио је Златну копачку. Такође је уврштен у тим турнира УЕФА Еуро 2008 заједно са Торесом.

### Куп конфедерација 2009.
Прва утакмица Шпаније током квалификација за Свјетско првенство 2010. била је против Босне и Херцеговине где је Виља постигао једини гол на утакмици. Постигао је четири гола у наредне три утакмице Шпаније, укључујући и победника у последњем минуту против Белгије. Још једним голом током пријатељске утакмице против Чилеа завршио је годину са 12 голова, чиме је оборио Раулов рекорд од 10 голова који је држао од 1999. године Виља је 2009. почела голом против Енглеске у пријатељској утакмици 2:0, овим голом је оборио још један рекорд и постао први шпански интернационалац који је постигао гол у шест узастопних утакмица, испративши рекорде које су поставили Телмо Зарра и Ласло Кубала. Говорећи о голу, рекао је: „Веома сам задовољан голом. Истина је да стварно желим да то видим на ТВ-у. Запис је веома леп. Годинама никада не бих ни замислио да ћу моћи да је добијем. Веома сам поносан и надам се да ћу моћи да наставим да обарам рекорде.“
Висенте дел Боске је 1. јуна 2009. именовао Вилу у свој тим од 23 играча за ФИФА Куп конфедерација 2009. године. У пријатељском мечу пре турнира, Виља је постигао свој други међународни хет-трик против Азербејџана, скоро тачно годину дана након његовог хет-трика против Русије на Еуру 2008. На Купу конфедерација је дебитовао голом, последњим од пет голова у победи Шпаније над Новим Зеландом од 5 : 0, док је у следећој утакмици постигао одлучујући гол против дефанзивног ирачког тима. Против Јужне Африке је промашио пенал, али је у року од једног минута надокнадио промашај тако што је довео Шпанију у предност, помогао им да изједначе рекорде већине узастопних победа и већине узастопних мечева без пораза пре него што су уступили место Паблу Ернандезу. Гол је био његов последњи на турниру, али је био довољан да га види да освоји бронзану копачку ФИФА Купа конфедерација 2009. године, такође ће ући у тим турнира.
Виља је одиграо свој 50. меч током пријатељске утакмице против Републике Македоније у мечу где је Шпанија победила са 3–2.

### Светско првенство 2010.
Дана 5. септембра 2009, Виља је додао још два гола свом голу за Шпанију, док је два пута асистирао током квалификација за Светско првенство против Белгије, у Коруњи . Утакмица је завршена резултатом 5-0 за Шпанију, где је Виља такође имао пенал у првом полувремену који је одбранио белгијски голман Жан-Франсоа Жиле. Виља је завршио годину са својим шестим међународним мечом против Аустрије на Ернст-Хапел-Стадиону, месту где је Шпанија била крунисана шампионом Европе претходне године. Са ова два гола, Виља је изједначио рекорд који је поставио прошле године по броју голова шпанског репрезентативца у једној календарској години. Први меч Шпаније у 2010. одиграо се 3. марта, против Француске на Стад де Франс ; Виља је постигао први гол у утакмици у којој је Шпанија победила резултатом 2-0.
2010. године, Виља је дошао на прво место на ИФФХС ранг листи „Најбољи стрелац на међународном нивоу за 2010. годину“, а потом је изабран као део тима Висентеа дел Боскеа од 23 играча за Светско првенство 2010. године. У пријатељској утакмици против Саудијске Арабије 29. маја 2010. године, Виља је постигао први гол Шпаније пошто су победили резултатом 3–2 на Тиволи Неу – стадиону где је постигао хет-трик против Русије током Еура 2008. Пошто није успео да постигне гол у следећем мечу Шпаније против Јужне Кореје, отворио је записник у следећој утакмици Шпаније против Пољске, у којој је Шпанија победила са 6-0, забележивши њихов најгори пораз у последњих 50 година.
У првој утакмици Шпаније на Светском првенству 2010. године, Виља је играо као нападач, али је Шпанија шокантно поражена од Швајцарске. Пет дана касније, Шпанија је савладала Хондурас са 2-0, где је Виља постигао оба гола, али је протраћио своју шансу да оствари хет-трик када је досуђен једанаестерац – шутирањем поред стативе. То је био први пут у 14 покушаја да је Шпанија промашила пенал на Светском првенству током серије. У истој утакмици, приказано је да је Виља ударио Емилија Изагиреа у лице након што га је играч Хондураса згазио. Виља је рекао да "није поносан" на тренутни инцидент, али је избегао забрану”.  Шпанија је успела обезбеди пласман у осмину финала након што је Виља постигао први гол у победи над Чилеом од 2:1, ударцем из даљине у празну мрежу, након што је чилеански голман Клаудио Браво истрчао из свог простора како би спречио Фернанда Тореса да постигне гол. Тај гол би постао његов шести гол на утакмицама Светског првенства у фудбалу, чиме би постао најбољи стрелац Шпаније свих времена у финалима Светског првенства, испред Емилија Бутрагења, Фернанда Хјера, Фернанда Морјентеса и Раула, од којих сви имају пет.
Шпанија је играла против Португала у осмини финала, и својом игром је помогао Шпанији да се пласира у четвртфинале против Парагваја, где је Виља постигао гол из скока након што је Педро погодио стативу. Још једном, Виљин гол се показао као разлика јер је меч завршио резултатом 1–0, док је Шпанија забележила утакмицу са Немачком у полуфиналу, где је Шпанија забележила још једну победу од 1–0, а једини гол је постигао Карлес Пујол.
Виља је стартовао у финалу против Холандије, где је имао прилику да постигне гол из непосредне близине, али га је спречио Џон Хејтинга који је успео да изблокира његов ударац; у продужетку је извео пет удараца, од којих ниједан није узнемирио противничког голмана. Виљу је заменио Фернандо Торес у 106. минуту, а Шпанија је освојила шампионат са 1 : 0, голом Инијесте постигнутом у 116. минуту. Виља, који је постигао пет од осам голова Шпаније у финалу Светског првенства, и који је својим головима и додатном асистенцијом директно учествовао у рекордних 75% голова победничког тима, добио је Сребрну копачку; имао је исти број голова као Томас Милер, добитник Златне копачке, али остварио је мање асистенција. Виља је проглашена за Алл-Стар тим ФИФА Светског првенства.

### Квалификације за Евро 2012. и пропуштање Евро 2012.
Прва утакмица Шпаније у квалификацијама за УЕФА Европско првенство 2012. била је против Лихтенштајна 3. септембра 2010. године, Виља је постигао други гол на мечу који је на крају завршио резултатом 4–0. Веровало се да је овај гол значио да је изједначио Раулов рекорд од 44 гола, међутим после многих дебата о томе да ли су он или Даријуш Дудка постигли први гол у победи Шпаније над Пољском резултатом 6 : 0, ФИФА је на крају одлучила да је био аутогол Дудке, што значи да би Виљин број голова остао на укупно 43. Дати,а 12. октобра 2010. коначно је изједначио Раулов рекорд, постигао је једанаестерац против Шкотске и помогао Шпанији да испрати Шкоте у победи од 3–2 на Хемпден Парку.
Дана 25. марта 2011. године, Виља је постигао два гола против Чешке у квалификацијама за Европско првенство 2012, што је на крају донело Шпанији победу од 2-1, док је у исто време успео да засени Раула као најбољи стрелац Шпаније свих времена. Говорећи о постигнућу, рекао је да су „Циљеви посвећени свим саиграчима, свим тренерима, свим партнерима и пријатељима које сам имао током каријере... Али давно сам обећао Хозеу, који је мој пријатељ, да ће циљ који је сустигао Раула бити за њега.“
Виља је 7. септембра 2011. помогао репрезентацији Шпаније да обезбеди квалификације за Европско првенство 2012. постигавши два гола у победи Шпаније над Лихтенштајном резултатом 6-0. У последњој квалификационој утакмици Шпаније за Европско 2012, Виља је постигао свој 50. међународни гол против Шкотске у победи Шпаније резултатом 3–1. Тај исти меч био је и први пут да је Виља могао да носи капитенску траку док је играо за репрезентацију Шпаније.
Он је завршио као најбољи стрелац Групе И са седам постигнутих голова, међутим, након што је у децембру 2011. сломио тибију, изостављен је из финалног тима Шпаније за Евро 2012. након што је рекао Висентеу дел Боскеу да неће бити спреман за турнир. Он је твитовао: „Покушао сам, али не могу бити 100% да играм Еврокуп. Звао сам Дел Боскеа. То је искрено." Дел Боске се надао да ће Виљу укључити у тим и обећао је да ће дати Виљи што је могуће дуже да се врати у кондицију.

### Куп конфедерација 2013. и Светско првенство 2014.
Након што је Шпанија освојила Еуро 2012, Виља се вратио у кондицију и касније је поново позван у репрезентацију Шпаније. Вратио се у 53. минуту током пријатељске утакмице против Саудијске Арабије, а само десет минута касније постигао је гол.
Висенте дел Боске је 3. јуна 2013. укључио Виљу у свој тим од 23 играча за Куп конфедерација 2013. где је постигао три гола, од којих су сви били против Тахитија у победи Шпаније од 10-0.
Виља је изабрана у репрезентацију Шпаније за Светско првенство 2014. Пре Светског првенства потврдио је да ће се повући из међународног фудбала после турнира. Пошто је елиминација Шпаније већ потврђена, Виља је изабран да стартује у финалној утакмици шпанске групе против Аустралије. Постигао је свој 59. гол за репрезентацију, девети у финалу Светског првенства, у свом последњем међународном наступу, победивши са 3-0, 23. јуна 2014.
У децембру 2015, Виља је открио да размишља о прекидању пензије.

### Квалификације за Светско првенство 2018
Дана 25. августа 2017, Виља је укључен у тим Шпаније за квалификационе утакмице за Светско првенство 2018. против Италије и Лихтенштајна, три године након што се првобитно повукао из међународног фудбала. На крају, његов последњи наступ за земљу био је против Италије, када је ушао као касна замена за стрелца Иска. Пропустио је меч против Лихтенштајна након што је задобио повреду.

### Узимање броја на дресу од Раула
Шпански медији често су упоређивали Виљу са Раулом, до тачке када је Виља оптужена да је одузео дрес са бројем 7 тадашњем играчу Реал Мадрида. У марту 2009, Виља се огласио рекавши: „Никоме нисам ништа одузео, једноставно сам играо добро за свој клуб и  селектор репрезентације ми је дао прилику. Превише се говорило о питању броја. Не желим да изазивам било какву полемику. У ствари, Раул и ја смо раније били заједно у националном тиму. Никога нисам терао." Када су га питали да ли је читава галама настала због Рауловог пропуста утицала на њега лично, рекао је: „Никада ми се то није допало јер мислим да је било штетно за нас обоје. Увек смо се добро слагали кад год смо се срели на међународној дужности, тако да ме то не брине. Само радим напорно за себе. Све што желим је да будем у тиму за сваку утакмицу, да имам беџ Шпаније на грудима и да постигнем што више голова.“
У фебруару 2010, Бернд Шустер је упитан да ли Раул није био за то да Виља пређе у Реал Мадрид, на шта је он одговорио: Прехлађен сам, што је навело многе да поверују да је имплицирао да су гласине истините. Виља је одлучно исмејао ту идеју рекавши: „Немогуће је да би играч са толико класе на терену и ван њега као што је Раул говорио лоше о мени. Увек сам имао добре односе са Раулом, иако смо се једва срели на међународној дужности.“ Говорећи о Рауловом рекорду у репрезентацији Шпаније као најбољем стрелцу нације, Виља је рекао: „Ја имам 25 голова, али он има 44 и још увек игра. Био бих одушевљен да постигнем тај резултат јер бих помогао репрезентацији да оствари велике победе и, за много година, могао бих да видим своје име на [листи стрелаца] коју је још један младић покушавао да победи. То би било сјајно.“ Дана 25. марта 2011, две године након те опаске, Виља је надмашио Раула као најбољи стрелац Шпаније свих времена.

## Играчки стил
Као веома успешног голгетера, Виљу стручњаци сматрају једним од најбољих нападача своје генерације и једним од најбољих шпанских нападача свих времена. Описан је као опортунистички, свестран и добро заокружен играч, Виља је природно десноног, али има прецизан и моћан финиш са било којом ногом, упркос његовом недостатак висине или физичке способности; такође је био познат као одличан извођач слободних удараца и једанаестераца.
Виља је био брз, окретан тимски играч, са одличном техником и вештином дриблинга, који је такође био познат по својој брзини деловања и интелигентним офанзивним покретима, као и по способности да или створи простор за саиграче или изведе напад. Због визије и способности додавања, такође је био способан да ангажује и покрене везне играче, и да ствара шансе и пружа асистенције саиграчима, што му је омогућило да буде распоређен као пратећи нападач, као нападачки везни играч или као крило током трајања каријере, поред тога што је често играо на позицији центарфора.

## Лични живот
Виља се 2003. оженио својом љубави из детињства Патришом Гонзалез, која је такође била фудбале у тинејџерским годинама. Заједно имају троје деце: Заиду, Олају — названу по жени Фернанда Тореса, који је блиски пријатељ Патрисије — и Луку. Имена његове деце угравирана су на његовим персонализованим Адидас Ф50; док једна приказује шпанску заставу, друга приказује заставу Астурије.
Његови фудбалски идоли су колеге из Астурије Луис Енрике и Кини, који су такође играли за Спортинг из Хихона и Барселону.
Виља често посећује добротворне догађаје. Активно је укључен у кампање УНИЦЕФ- ове добротворне организације. Почевши од јула 2008. године, сваке године се одржава Давид Виља Камп, где деца похађају обуку од професионалних фудбалера. Виља такође учествује у тренингу са децом.
Он је приказан у серији видео игара ЕА Спортс ФИФА; био је на насловној страни шпанског издања видео игре ФИФА 07, а појавио се и на насловној страни МЛС прилагођеног издања ФИФА 16.
Виља је коментарисао да су фудбалери „пример за друштво и да морамо бити спремни да се укључимо у ове пројекте, где можемо да помогнемо људима којима је то потребно“.
У лето 2020. године, Виља је оптужен за сексуално узнемиравање које се догодило током његовог боравка у Њујорку. Накнадном истрагом клуба утврђено је да се догодило неприкладно и неприхватљиво понашање, иако Виља није поменут по имену. Виља тврди да су оптужбе потпуно лажне.

### Пословни подухвати
Давид Виља је власник ДВ7 групе, која има више компанија укључујући DV7 Soccer и DV7 Management. DV7 Soccer је основан 2016. године и управља више фудбалских академија широм света у земљама попут Сједињених Америчких Држава, Порторика, Шпаније, Јапана и Доминиканске Републике.

## Трофеји

### Клуб
Реал Сарагоса
- Куп Шпаније (1) : 2003/04.
- Суперкуп Шпаније (1) : 2004.

Валенсија
- Куп Шпаније (1) : 2007/08.

Барселона
- Првенство Шпаније (2) : 2010/11, 2012/13.
- Куп Шпаније (1) : 2011/12.
- Суперкуп Шпаније (2) : 2010, 2011.
- Лига шампиона (1) : 2010/11.
- УЕФА суперкуп (1) : 2011.
- Светско клупско првенство (1) : 2011.

Атлетико Мадрид
- Првенство Шпаније (1) : 2013/14.
- Лига шампиона : финале 2013/14.

### Репрезентација Шпаније
- Светско првенство (1) : 2010.
- Европско првенство (1) : 2008.